# Armée du Caucase (Empire russe)
Ne pas confondre avec Armée du Caucase (armées blanches).
L'armée russe du Caucase (en russe : Кавказская армия) est une grande unité de l'armée impériale russe créée en 1914 dans la vice-royauté du Caucase et engagée dans la Première Guerre mondiale. Elle participe aux campagnes du Caucase et de Perse contre les forces de l'Empire ottoman. Cette unité a la particularité d'être composée d'unités de l'Empire russe d'origines ethniques très diversifiées : Grecs du Caucase, Géorgiens, Arméniens ainsi que des Russes et des Ukrainiens. L'armée russe du Caucase est dissoute durant l'année 1918.

## Création

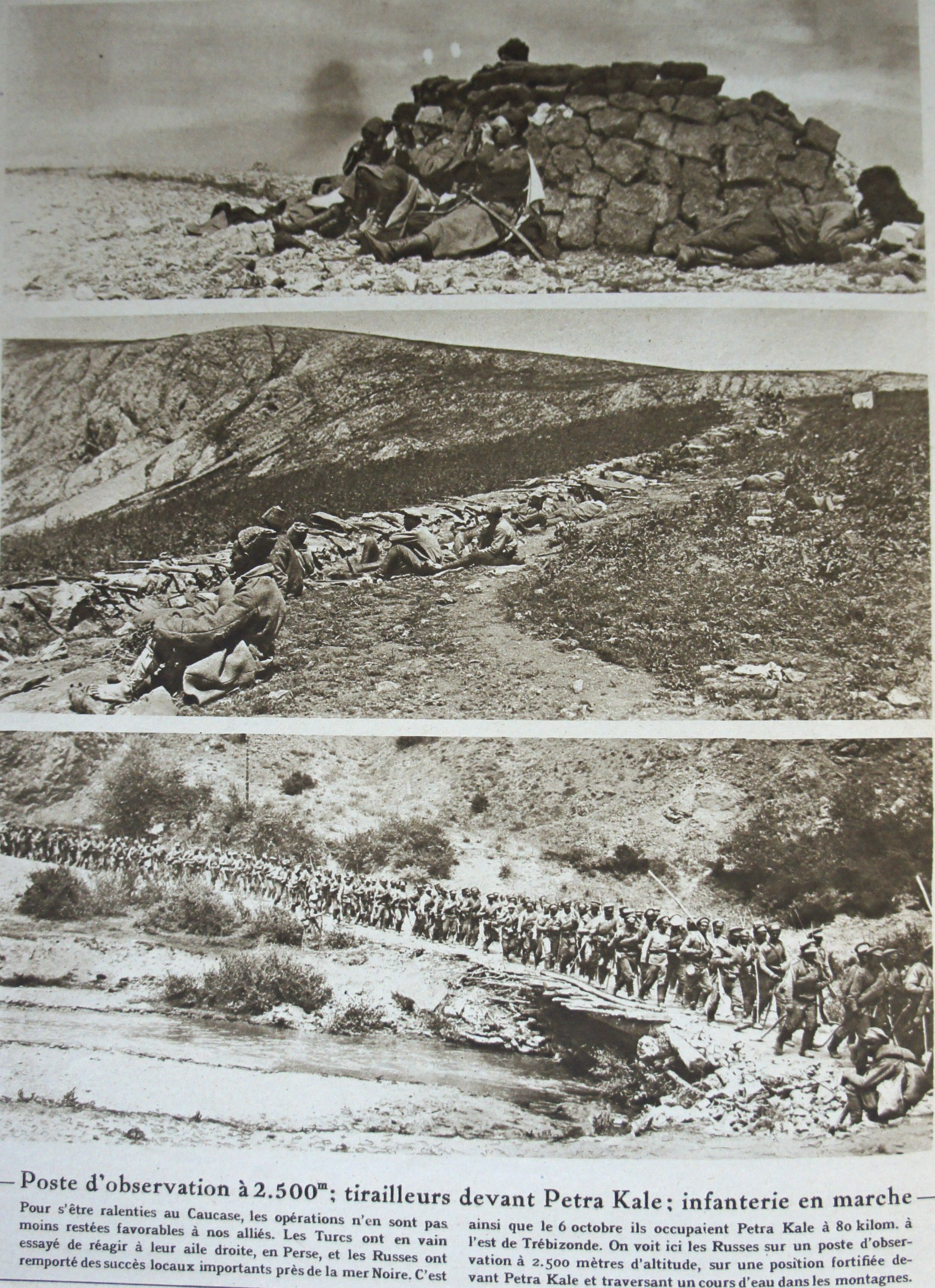
Troupes russes devant Bedrama Kalesi (Tirebolu), Le Miroir, 19 novembre 1916 guerre mondiale.

- juillet 1914 - avril 1917 : l'armée russe du Caucase est formée avec des unités du district militaire du Caucase.
- avril 1917 - avril 1918 : renommé front du Caucase, les unités déployées restent les mêmes. En mars, dissolution et retrait vers la Transcaucasie russe.

## Chefs de corps
Cette armée est sous le commandement nominal du gouverneur général du Caucase, mais est sous les ordres effectifs d'un général en chef.
- juillet 1914 - janvier 1915 : gouverneur général Illarion Vorontsov-Dachkov, général de l'armée Mychlaïevski.
- janvier 1915 - mai 1917 : gouverneur général Nicolas Nikolaïevitch, secondé par le général Nikolaï Ioudenitch.
- mai 1917 - avril 1918 : Vassili Kharlamov (en) président du Comité spécial de Transcaucasie, général Ilia Odichelidze.

## Composition

### 1914
- Corps d'armée du Caucase 12 novembre 1914 - 2 avril 1915

2 divisions d'infanterie
2 brigades de fusiliers cosaques
1re division de cosaques du Caucase (général Nikolaï Baratov)
- Corps d'armée du Turkistan

## Historique

### 1914
- Offensive Bergmann
- Bataille d'Ardahan (en)
- Bataille de Sarıkamış

### 1915
- Bataille de Dilman (en)
- Défense de Van
- Bataille de Manzikert
- Bataille de Kara Killisse

### 1916
- Bataille d'Erzincan
- Bataille d'Erzurum
- Campagne de Trabzon (en)
- Bataille de Bitlis